# Védfalu
Védfalu (1899-ig Vidernik, szlovákul: Vydrník, németül: Eimerau) község Szlovákiában, az Eperjesi kerületben, a Poprádi járásban.

## Fekvése
Poprádtól 12 km-re délkeletre, a Hernád mellett fekszik.

## Története
1294-ben „Wydernik” néven említik először. Neve a szláv vydrnik (= vidra) főnévből származik. 1326-ban „Wedrenick” néven említik. Kezdetben a savniki ciszterci apátság birtoka volt. 1530 és 1696 között Lőcse városának zálogbirtoka. 1787-ben 32 házában 221 lakos élt.
A 18. század végén Vályi András így ír róla: „VIDERNIK. Vidrig. Tót falu Szepes Várm. földes Ura a’ Szepesi Püspökség, lakosai katolikusok, fekszik Skavnikhoz nem meszsze; határja néhol sovány.”
1828-ban 37 háza és 279 lakosa volt. Lakói főként mezőgazdasággal foglalkoztak. 1840-ben ásványvízforrásain fürdőt létesítettek.
Fényes Elek 1851-ben kiadott geográfiai szótárában így ír a faluról: „Vidernik, Szepes v. tót f. ut. p. Horkához 1/2 órányira. 279 r. kath., paroch. templommal. F. u. a szepesi püspök.”
1868-ban itt kelt 21 szepesi falu petíciója a magyar nemzetgyűlésnek. A faluban fűrészüzem működött. A trianoni diktátumig Szepes vármegye Iglói járásához tartozott.
Lakói közül sokan Szvit és Poprád ipari üzemeiben dolgoznak.

## Népessége
| Év:            | 1994. | 2004.    | 2014.    | 2024.    |
| -------------- | ----- | -------- | -------- | -------- |
| Emberek száma: | 846   | 974      | 1162     | 1343     |
| Eltérés:       |       | +15,13 % | +19,30 % | +15,57 % |

| Év:            | 2023. | 2024.   |
| -------------- | ----- | ------- |
| Emberek száma: | 1320  | 1343    |
| Eltérés:       |       | +1,74 % |

1910-ben 371, többségben szlovák anyanyelvű lakosa volt, jelentős cigány kisebbséggel.
2001-ben 897 lakosából 867 szlovák volt.
2011-ben 1088 lakosából 979 szlovák és 96 cigány volt.
2021-ben 1288 lakosából 28 (+29) cigány, (+2) ruszin, 1243 (+11) szlovák, 1 egyéb és 16 ismeretlen nemzetiségű volt.

## Nevezetességei
- Szent Simon és Júdás apostolok tiszteletére szentelt klasszicista, római katolikus temploma 1799 és 1801 között épült a korábbi, 13. századból származó gótikus templom helyén. Egy 18. századi kelyhet őriz.